# Quercus conduplicans
Quercus conduplicans là một loài thực vật có hoa trong họ Cử. Loài này được Chun miêu tả khoa học đầu tiên năm 1947.